# Guettarda calcicola
Guettarda calcicola là một loài thực vật có hoa trong họ Thiến thảo. Loài này được Britton mô tả khoa học đầu tiên năm 1915.